# Onyanko Club
Onyanko Club (яп. おニャン子クラブ онянко курабу, букв. «Клуб котят») — японская женская идол-группа 1980-х годов. Образована в 1985 году, распалась в 1987. Группа достигла в Японии статуса социального феномена, увеличив популярность образа японской школьницы и создав моду на группы со множеством солистов.

## История
В 1985 году на Fuji TV состоялись прослушивания в новую группу, по результатам которого и были отобраны школьницы, не имевшие до этого опыта профессиональных выступлений. Вначале в группе было 10 участниц.
У Onyanko Club было собственное телешоу на Fuji TV, называлось оно Yuuyake Nyan Nyan («Мяу-мяу на закате»).
Премьера шоу состоялась 1 апреля 1985 года, а по окончании последнего выпуска 10 августа 1987 года группа была расформирована.

## Участницы
Оригинальным 11 участницам номера были назначены случайным образом. Потом номера присваивались по порядку вступления в группу.
| - 01. Мика Окуда - 02. Митико Энокида - 03. Каёко Ёсино - 04. Эри Нитта - 05. Михару Накадзима - 06. Аки Кихара - 07. Мамико Томода - 08. Саюри Кокусё - 09. Мика Нагоя - 10. Маюми Сато - 11. Сатоми Фукунага - 12. Соноко Каваи - 13. Кадзуко Уцуми - 14. Харуми Томикава - 15. Рика Тацуми - 16. Мамико Такаи - 17. Санаэ Дзёноути - 18. Рурико Нагата - 19. Юкико Иваи | - 20. Ёко Тэрамото - 21. Тамаки Гомиока - 22. Мако Сираиси - 23. Каори Хаяси - 24. Фумиё Мита - 25. Акиэ Ёсидзава - 26. Ёсиэ Акасака - 27. Аки Мацумото - 28. Муцуми Ёкота - 29. Минаё Ватанабэ - 30. Тиаки Миками - 31. Юко Ядзима - 32. Сузан Кумико Ямамото - 33. Томоко Фукава - 34. Мами Юмиока - 35. Такако Окамото - 36. Марина Ватанабэ - 37. Каори Онуки - 38. Сидзука Кудо | - 39. Маки Такабатакэ - 40. Aкико Икуина - 41. Норико Кайсэ - 42. Макико Сайто - 43. Тосиэ Мория - 44. Наоко Такада - 45. Юмико Ёсида - 46. Санаэ Накадзима - 47. Юрико Ямамори - 48. Каё Агацума - 49. Мицуко Ёсими - 50. Миюки Сугиура - 51. Кумико Мияно - 52. Вакако Судзуки - B4. Хироко Томинага - B5. Маюми Ямадзаки - стажёрка Йолинда Ян |

## Дискография

### Синглы
| №  | Название | Дата выпуска    | Oricon Weekly Single Chart |
| -- | --- | --------------- | -------------------------- |
| 1  | «Sailor Fuku o Nugasanai de / Haya Sugiru Sedai» (яп. セーラー服を脱がさないで / 早すぎる世代)                               | 5 июля 1985     | 5                          |
| 2  | «Oyoshi ni Natte Teacher / Teddy Bear no Goro -Shoujo no Kaori-» (яп. およしになってねTEACHER / テディベアの頃 -少女の香り-) | 21 октября 1985 | 2                          |
| 3  | «Jaa ne» (яп. じゃあね / Arerere じゃあね / アレレレ)                                                                        | 21 февраля 1986 | 1                          |
| 4  | «Otto Chikan! / Omoide Bijin» (яп. おっとCHIKAN! / 思い出美人)                                                               | 21 апреля 1986  | 1                          |
| 5  | «Osaki ni Shitsure / Print no Natsu» (яп. お先に失礼 / プリントの夏)                                                         | 21 июля 1986    | 1                          |
| 6  | «Koi wa Question / Anmitsu Taisakusen» (яп. 恋はくえすちょん / あんみつ大作戦)                                               | 1 ноября 1986   | 1                          |
| 7  | «No More Ren'ai Gokko / Anata Dake Oyasumi Nasai» (яп. NO MORE 恋愛ごっこ / あなただけおやすみなさい)                        | 21 января 1987  | 1                          |
| 8  | «Katatsumuri Sanba / Meshibe to Oshibe» (яп. かたつむりサンバ / めしべとおしべ)                                              | 21 мая 1987     | 1                          |
| 9  | «Wedding Dress / Watashi o Yososhiku» (яп. ウェディングドレス / 私をよろしく)                                                | 21 августа 1987 | 2                          |
| 10 | «Shoumikigen / Doukyuusei» (яп. ショーミキゲン / 同級生)                                                                     | 20 ноября 2002  | 48                         |

### Альбомы

#### Студийные альбомы
| № | Название                        | Дата выпуска     | Oricon Weekly Album Chart |
| - | ------------------------------- | ---------------- | ------------------------- |
| 1 | KICK OFF                        | 21 сентября 1985 | 2                         |
| 2 | Yume Catalogue (яп. 夢カタログ) | 10 марта 1986    | 1                         |
| 3 | PANIC THE WORLD                 | 10 июля 1986     | 3                         |
| 4 | SIDE LINE                       | 21 февраля 1987  | 1                         |
| 5 | Circle                          | 5 августа 1987   | 2                         |